# آنتسینانا دوم (بخش)
آنتسینانا دوم (به لاتین: Antsiranana II) یک بخش‌های ماداگاسکار در ماداگاسکار است که در دیانا (ماداگاسکار) واقع شده‌است.